# Kaoru Morioka
Kaoru Morioka (森岡薫, Morioka Kaoru), né le 7 avril 1979 à Lima au Pérou, est un joueur de futsal international japonais d'origine péruvienne.
Il obtient la nationalité japonaise en août 2012, ce qui lui permet de participer à la Coupe du monde de futsal 2012 avec l'équipe du Japon de futsal.